# Igumenitsa
Igumenitsa (en griego: Ηγουμενίτσα) es una localidad y un municipio de Grecia, capital de la unidad periférica de Tesprótida, en la periferia de Epiro. La población de la ciudad era de 24.692 habitantes en 2005.

## Historia
El núcleo original fue llamado Gumenica por los eslavos y Le Gomenizze por los venecianos. La ciudad actual es bastante moderna; se desarrolló después de la Segunda Guerra Mundial a lo largo de su puerto.

## Transportes
Igumenitsa tiene uno de los puertos más activos de Grecia, en el que nace la Egnatía Odós, una autopista que atraviesa el Epiro, Macedonia y Tracia. Está conectado mediante transbordadores y cruceros con Bari, Bríndisi, Ancona y Venecia en Italia y con Corfú y Patras en Grecia.

## Municipio
El actual municipio de Georgios Karaiskakis se formó tras la reforma de gobiernos locales de 2011 por la fusión de los siguientes 5 municipios anteriores, que se convirtieron en unidades municipales, con referencias a las localidades que los formaban:
- Igumenitsa (Agia Marina, Agios Vlasios, Graikochori, Igumenitsa, Kastri, Kryovrysi, Ladochori, Mavroudi, Nea Selefkeia)
- Margariti (Eleftheri, Karteri, Katavothra, Margariti, Mazarakia, Mesovouni, Spatharaioi)
- Parapotamos (Drimitsa, Geroplatanos, Koritiani, Parapotamos)
- Perdika
- Syvota (Argyrotopos, Faskomilia, Plataria, Syvota)

## Galería
|                                         |
| Igumenitsa vista desde la Egnatia Odos. |

|                   |
| Vista del puerto. |

|                                   |
| Vista de Igumenitsa desde el mar. |